# Muntanyes Mackenzie
Les muntanyes Mackenzie són una serralada canadenca que formen la frontera entre Yukon i els Territoris del Nord-oest, entre els rius Liard i el Peel. La serralada té el nom en record del segon Primer ministre del Canadà, Alexander Mackenzie. La Reserva del Parc Nacional de Nahanni es troba en aquesta serralada.
El punt més alt de la serralada és el Keele Peak, amb 2.972 m. El segon és el Mont Nirvana, amb 2.773 i al mateix temps el punt més alt dels Territoris del Nord-oest.
En aquesta serralada hi ha una de les mines de tungstè més importants del món, situada a la ciutat de Tungsten.